# Gábor-Ocskay-Gedenkturnier
Das Gábor-Ocskay-Gedenkturnier ist ein Vorbereitungsturnier für Eishockey-Mannschaften und wurde im Jahr 2009 erstmals ausgetragen. Veranstalter ist der ungarische Club Alba Volán Székesfehérvár, der das Turnier bei seiner Premiere auch gewinnen konnte. Veranstaltet wird das Turnier zu Ehren des am 25. März 2009 verstorbenen langjährigen Alba Volán- und ungarischen Nationalspielers Gábor Ocskay.

## Austragung 2009
Das Turnier wurde innerhalb von zwei Tagen ausgetragen, wobei die jeweils erste Begegnung der vier Mannschaften ausgelost wurde. Die beiden Verlierer der Auftaktspiele traten anschließend bei einem Spiel um Rang drei an, während die beiden Sieger im Finale um den Turniersieg kämpften.
Bei der Premiere nahmen vier Mannschaften teil, die ausnahmslos der Erste Bank Eishockey Liga angehörten:
- Alba Volán Székesfehérvár
- Vienna Capitals
- EC Graz 99ers
- HDD Olimpija Ljubljana

### Ergebnisse
| 5. September 2009 15:45 Uhr                  | Alba Volán Székesfehérvár Krisztián Palkovics (15:32) Márton Vas (21:50) Viktor Tokaji (23:57) Árpád Mihály (36:51) Dávid Jobb (42:04)                 | 5:1 (1:1, 3:0, 1:0) Strafminuten 37:49 | HDD Olimpija Ljubljana Žiga Pance (2:26) |
| 5. September 2009 19:00 Uhr                  | EC Graz 99ers Greg Day (6:59) Jean-Philippe Paré (16:52) Daniel Woger (33:05) Martin Oraže (36:05)                                                     | 4:6 (2:1, 2:2, 0:3) Strafminuten 14:14 | Vienna Capitals Daniel Nageler (8:27) Lukas Draschkowitz (20:38) François Bouchard (28:29) Benoît Gratton (42:55) David Rodman (47:26) Sean Selmser (51:49)        |
| 6. September 2009 15:45 Uhr Spiel um Platz 3 | HDD Olimpija Ljubljana Kevin Mitchell (2:46) Kevin Mitchell (22:25) Frank Banham (25:59) Frank Banham (44:17) Frank Banham (46:59) Greg Kuznik (48:55) | 6:7 (1:2, 2:3, 3:2) Strafminuten 20:20 | EC Graz 99ers Warren Norris (14:43) Stefan Herzog (16:15) Ziga Grahut (29:12) Warren Norris (35:02) Martin Oraže (37:36) Stefan Herzog (41:36) Martin Oraže(58:28) |
| 6. September 2009 17:30 Uhr Finale           | Alba Volán Székesfehérvár István Sofron (29:05) Balázs Ladányi (35:38) Krisztián Palkovics (47:04) Csaba Kovács (49:59)                                | 4:3 (0:2, 2:1, 2:0) Strafminuten 8:26  | Vienna Capitals David Rodman (15:07) David Rodman (19:44) François Bouchard (32:17)                                                                                |

### Turnier-Endstand
1. Alba Volán Székesfehérvár
2. Vienna Capitals
3. EC Graz 99ers
4. HDD Olimpija Ljubljana

## Austragung 2010
Wie die Premiere wird auch die zweite Austragung des Turniers innerhalb von zwei Tagen absolviert. Teilnehmerfeld und Modus blieben unverändert.
- Alba Volán Székesfehérvár
- Vienna Capitals
- EC Graz 99ers
- HDD Olimpija Ljubljana

### Ergebnisse
| 4. September 2010 15:00 Uhr | EV Vienna Capitals Marcel Rodman (22:34, PP1, Cory Larose, David Rodman) Peter Schweda (44:31, Daniel Nageler) David Rodman (52:22, PP2, Marcel Rodman, Cory Larose)                                                       | 3:5 (0:3, 1:1, 2:1) Strafminuten 16:26 Torschüsse: 24:22 | EC Graz 99ers Mark Brunnegger (13:55, Manuel Ganahl, Daniel Woger) Stefan Herzog (18:11, Martin Iberer) Patrick Harand (19:35, Nick Kuiper, Peter Lenes) Kevin Moderer (30:33, PP2, Tobias Dinhopel, Harry Lange) Florian Iberer (55:11, Daniel Woger)                                                                                                 |
| 4. September 2010 18:00 Uhr | Alba Volán Székesfehérvár Szabolcs Fodor (8:45) Márton Vas (15:49) András Benk (17:57) Balázs Ladányi (18:08) Csaba Kovács (18:28) Aleš Kranjc (24:52)                                                                     | 6:1 (5:0, 1:1, 0:0) Strafminuten 6:36 Torschüsse: 40:32  | HDD Olimpija Ljubljana John Hughes (33:28) |
| 5. September 2010 15:00 Uhr | HDD Olimpija Ljubljana Matt Higgins (06:54, John Hughes, Petr Šachl) Tomi Mustonen (33:21, Damjan Dervarič, Sami Ryhänen) Boštjan Goličič (48:35, Žiga Pance, Tomi Mustonen) Žiga Pavlin (54:24, Matt Higgins, Petr Šachl) | 4:7 (1:1, 1:3, 2:3) Strafminuten 16:93 Torschüsse: 35:23 | Vienna Capitals Philipp Pinter (05:38, François Fortier, Benoît Gratton) Benoît Gratton (22:12, Raphael Rotter, Harald Ofner) Cory Larose (28:22, SH1, Jeremy Rebek) François Fortier (37:39, Daniel Nageler, Benoît Gratton) Kevin Kraxner (43:21, SH1, Peter Casparsson) David Rodman (48:25, Dan Bjornlie) Kevin Kraxner (59:13, ENG, Harald Ofner) |
| 5. September 2010 18:00 Uhr | Alba Volán Székesfehérvár Márton Vas (02:11, István Sofron) Balázs Ladányi (06:31, István Sofron, Márton Vas) Krisztián Palkovics (35:13, Roger Holéczy)                                                                   | 3:0 (2:0, 1:0, 0:0) Strafminuten 10:26 Torschüsse: 21:27 | EC Graz 99ers Keine Tore |

### Turnier-Endstand
1. Alba Volán Székesfehérvár
2. EC Graz 99ers
3. Vienna Capitals
4. HDD Olimpija Ljubljana

## Austragung 2011
Der Austragungsmodus blieb auch 2011 unverändert. Von dem rein EBEL-internen Wettbewerb war jedoch im Teilnehmerfeld nur der Gastgeber übriggeblieben. Mit Asiago Hockey nahm erstmals ein italienischer Club teil. Dunaújvárosi Acélbikák als zweiter ungarischer Club nahm wie SC Miercurea Ciuc an der MOL Liga teil, stellte zusätzlich jedoch auch erstmals eine Mannschaft in der österreichischen Nationalliga, der zweithöchsten Spielklasse. Der Sieg im Bewerb ging zum dritten Mal an den Gastgeber.
- Alba Volán Székesfehérvár
- Asiago Hockey
- Dunaújvárosi Acélbikák
- SC Miercurea Ciuc

### Ergebnisse
- 3. September 2011, 15:30 Uhr: Asiago Hockey – SC Miercurea Ciuc: 4:2 (2:1, 2:1, 0:0)
- 3. September 2011, 19:00 Uhr: Alba Volán Székesfehérvár – Dunaújvárosi Acélbikák: 3:1 (0:0, 2:1, 1:0)
- 4. September 2011, 14:30 Uhr, Kleines Finale: Dunaújvárosi Acélbikák – SC Miercurea Ciuc: 5:3 (0:2, 3:1, 2:0)
- 4. September 2011, 18:00 Uhr, Finale: Alba Volán Székesfehérvár – Asiago Hockey: 7:1 (3:0, 2:0, 2:1)

### Turnier-Endstand
1. Alba Volán Székesfehérvár
2. Asiago Hockey
3. Dunaújvárosi Acélbikák
4. SC Miercurea Ciuc